# Maricá
Maricá is een gemeente in de Braziliaanse deelstaat Rio de Janeiro. De gemeente telt 153.008 inwoners (schatting 2017).

## Aangrenzende gemeenten
De gemeente grenst aan Itaboraí, Niterói, Saquarema, São Gonçalo en Tanguá.